# Afrotyphlops kaimosae
Afrotyphlops kaimosae là một loài rắn trong họ Typhlopidae. Loài này được Loveridge mô tả khoa học đầu tiên năm 1935.